# Ancona megye
Ancona megye Marche régió kisebb közigazgatási egysége, székhelye Ancona. Keleten az Adriai-tenger, északkeleten Pesaro-Urbino megye, délen Macerata megye, nyugaton pedig Umbria régió határolja.

## Legfontosabb városai
| Település           | Népesség |
| ------------------- | -------- |
| Ancona              | 102 047  |
| Senigallia          | 44 536   |
| Jesi                | 40 410   |
| Osimo               | 32 599   |
| Fabriano            | 31 745   |
| Falconara Marittima | 27 964   |

## Gazdasága

### Turizmus
A megye gazdaságának legfontosabb ágazata az idegenforgalom. Ancona és Senigallia az olasz Adria legnépszerűbb üdülőhelyei közé tartoznak.

### Mezőgazdaság
Elsősorban a zöldség- és gyümölcstermesztés, a borászat és az olivaolaj előállítása jelentős.

### Ipar
Ancona kikötőjének köszönhetően hajógyártási központ, Falconara Marittima olajfinomítójáról ismert, Castelfidardóban a hangszergyártás jelentős.

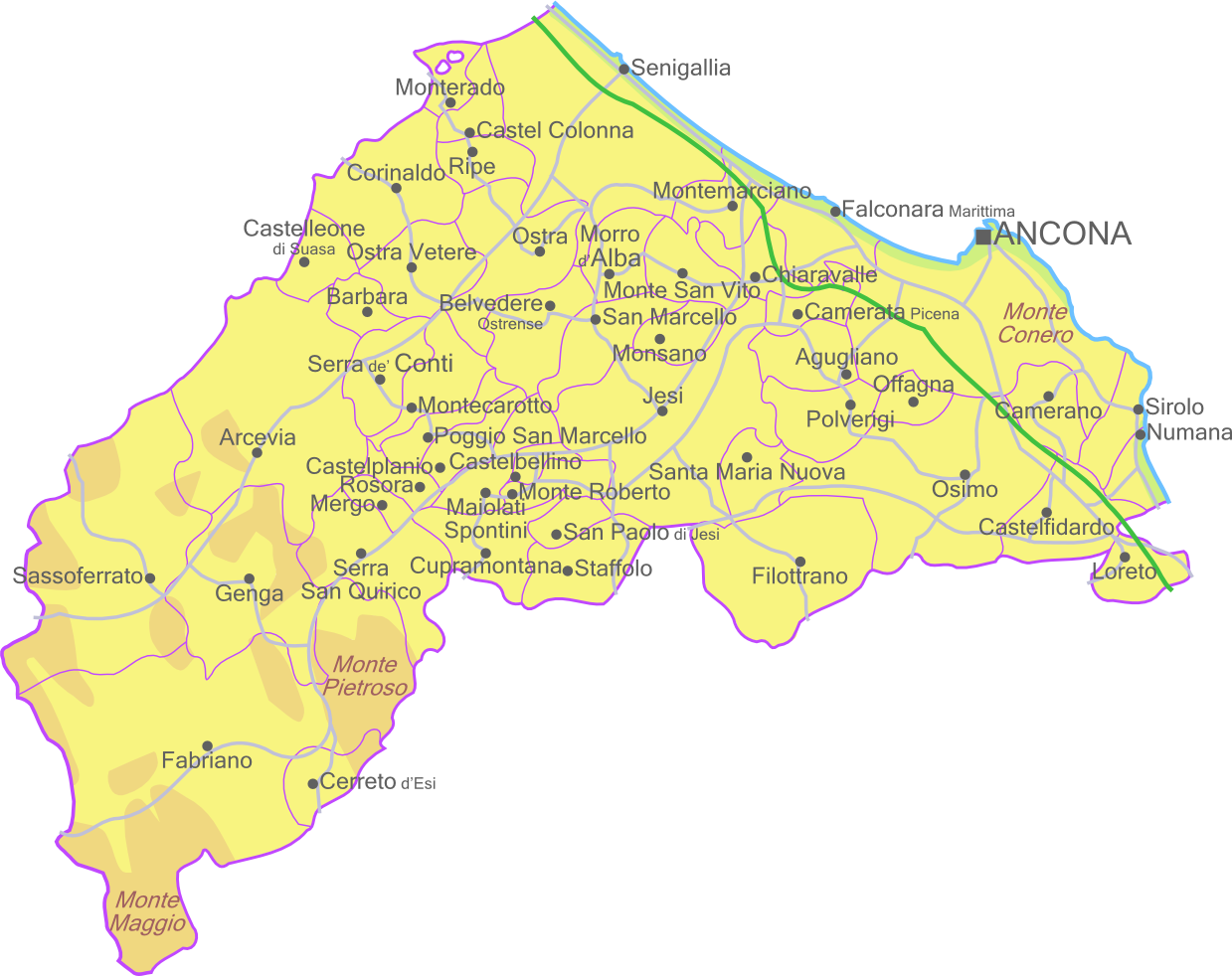
Ancona megye.

### Fordítás
- Ez a szócikk részben vagy egészben  a   Provincia di Ancona című olasz Wikipédia-szócikk fordításán alapul.  Az eredeti cikk szerkesztőit annak laptörténete sorolja fel. Ez a jelzés csupán a megfogalmazás eredetét és a szerzői jogokat jelzi, nem szolgál a cikkben szereplő információk forrásmegjelöléseként.